# Red Bay (Canada)
Red Bay è una cittadina del Canada, situata nella provincia di Terranova e Labrador. Si tratta di un villaggio di pescatori e antica stazione baleniera impiantata dai baschi nel XVI secolo. L'importanza storica del luogo e la presenza di un ricco patrimonio archeologico sottomarino hanno valso al sito l'iscrizione alla lista del Patrimonio dell'Umanità nel 2013.